# Placotettix gravesteini
Placotettix gravesteini är en insektsart som beskrevs av Dlabola 1979. Placotettix gravesteini ingår i släktet Placotettix och familjen dvärgstritar. Inga underarter finns listade i Catalogue of Life.